# トンボロ現象
トンボロ現象（トンボロげんしょう）とは、海中の障害物に砂が堆積する現象。
障害物に堆積した砂が砂州を形成し陸繋島に至る陸繋砂州（トンボロ）の形成原理であり、人工なぎさの造成に応用される一方、地形の変化を招くため抑制される場合もある。